# Уэйко
Уэйко (англ. Waco) — город на юге США, в штате Техас, на реке Бразос. В некоторых русскоязычных энциклопедиях описывается как Вако или Уоко.
Административный центр округа Мак-Леннан. Население города, по данным на 2008 год, составляло 124 009 человек.

## Топонимика
Название города произошло от индейского племени вако, которые изначально жили на территории, где сейчас расположен город.

## История
Город был основан в 1849 году. Тогда же был спроектирован первый квартал. В 1866 году начинается строительство моста через реку Бразос. В 1872 году здесь появилась первая железная дорога. 15 сентября 1896 года недалеко от Уэйко, в специально построенном для этого месте Краш, было устроено шоу с лобовым столкновение поездов. Изначально задуманное как развлечение мероприятие привело к гибели 3 человек.
15 мая 1916 года в городе произошло линчевание Джесси Вашингтона.
11 мая 1953 года на город обрушился мощный торнадо, жертвами которого стали 114 человек. Сумма ущерба составила более $41 млн.
Город стал широко известен в 1993 году вследствие событий, произошедших в 14 км к северо-востоку от него — осады и штурма поместья «Маунт Кармел», резиденции секты «Ветвь Давидова».
В 2002 году в городе проходил экономический форум с участием президента США Джорджа Буша.
17 мая 2015 года в ресторане Twin Peaks произошла перестрелка между участниками конкурирующих мотоклубов при участии полиции Уэйко. В результате было убито 9 и ранено 18 человек, более 170 было арестовано. Прохожие, сотрудники ресторана и полицейские не пострадали. Это одно из самых громких криминальных происшествий со времен вышеупомянутой осады «Маунт Кармел» и самая большая перестрелка по количеству убитых в истории города.

## Инфраструктура
Город является транспортно-торговым центр сельскохозяйственного района (хлопчатник, животноводство, зерновые). В Уэйко находится хлопкоочистительная, маслобойная, текстильная, химическая и др. промышленности. Также в городе расположен Бэйлорский университет. Среди достопримечательностей, в городе находится крупный зоопарк, музей и аквапарк.

## Транспорт
Через город проходит шоссе I-35. В районе Уэйко расположены три аэропорта. Региональный аэропорт Уэйко обслуживает город ежедневными рейсами в Международный аэропорт Даллас/Форт-Уэрт. Аэропорт TSTC Waco Airport находится на месте бывшей авиабазы имени Джеймса Коннелли. Третьим аэропортом является Аэропорт McGregor Executive, расположенный к западу от Уэйко.
Автобусное сообщение внутри города обеспечивается Waco Transit System.

## Население
| Год      | Население       | Агломерация     |
| -------- | --------------- | --------------- |
| 1900 год | 20 686 человек  |                 |
| 1925 год | 39 000 человек  |                 |
| 1975 год | 95 000 человек  | 155 000 человек |
| 2007 год | 122 222 человек | 230 213 человек |
| 2008 год | 124 009 человек | 230 213 человек |